# 諏訪一幸
諏訪 一幸（すわ かずゆき、1958年12月 - ）は、日本の外交官、国際政治学者（現代中国・日中関係）。学位は、修士（国際情報学）（日本大学・2004年）。静岡県立大学国際関係学部教授・大学院国際関係学研究科教授。
北海道大学言語文化部助教授、北海道大学大学院メディア・コミュニケーション研究院准教授などを歴任した。

## 来歴

### 生い立ち
1958年12月に生まれた。東京外国語大学に入学し、外国語学部の中国語学科に在籍し、中国語を専門に学んだ。1986年3月に同大学を卒業すると、その後、外務省に職員として入省した。

### 外務省
外務省には、1986年4月から2004年3月まで職員として勤務した。東京都千代田区の本省での勤務だけでなく、中華人民共和国のペキン市やシャンハイ市、さらには、台湾（中華民国）のタイペイ市などにも駐在した。
また、その間、並行して日本大学の大学院にて学んでおり、2004年3月には同大学の大学院にて、総合社会情報研究科の博士前期課程を修了した。それにともない、日本大学から修士（国際情報学）の学位を授与された。

### 大学教員
2004年4月より、北海道大学に採用され、同大学の学内共同教育研究施設等の一つである「言語文化部」の助教授に就任した。2007年、北海道大学の大学院に設置された「メディア・コミュニケーション研究院」にて、准教授に就任した。2008年4月、静岡県立大学に転じ、国際関係学部の教授に就任した。
現在では、静岡県立大学にて、国際関係学部の国際言語文化学科に在籍し、教授を務めている。また、同時に、同大学の大学院にて、国際関係学研究科の比較文化専攻にも在籍し、そちらの教授も兼任している。

## 研究
専門は政治学であり、国際政治学や国際関係論に関する分野を研究している。東京外国語大学の中国語学科出身であり、かつ、外務省に勤務していた際に中華人民共和国や台湾に駐在した経験を持つことから、現代中国や日中関係をテーマにした研究が多い。特に、組織論や人事管理といった経営学的な視点から中国共産党を分析することで、その統治体制を明らかにしようと試みており、それらの成果は幾つかの論文に纏められている。また、諏訪の母校である日本大学は、ユーチューブ上に公式チャンネル「nichidaiチャンネル」を開設しており、その中には諏訪の講演の模様を収録した動画も掲載されている。

## 略歴
- 1986年 - 東京外国語大学外国語学部卒業。
- 1986年 - 外務省入省。
- 2004年 - 日本大学大学院総合社会情報研究科博士前期課程修了。
- 2004年 - 北海道大学言語文化部助教授。
- 2007年 - 北海道大学大学院メディア・コミュニケーション研究院准教授。
- 2008年 - 静岡県立大学国際関係学部教授。

## 著作

### 寄稿
- 諏訪一幸「改革開放期の中国共産党指導――農村基層民主を例として」『東亜』384号、霞山会、1999年6月、73-87頁。ISSN 0387-3862
- 諏訪一幸「新たなステージ迎えた中台関係」『世界週報』81巻25号、時事通信社、2000年7月4日、26-28頁。ISSN 0911-0003
- 諏訪一幸「米中関係と台湾――米中台トライアングルの変遷」『中国研究月報』55巻6号、中国研究所、2001年6月25日、16-29頁。ISSN 0910-4348
- 諏訪一幸「中国共産党の幹部管理政策――『党政幹部』と非共産党組織」『アジア研究』50巻2号、アジア政経学会、2004年4月、107-125頁。ISSN 0044-9237
- 諏訪一幸「胡錦濤時代の幹部管理制度――『人材』概念の導入から見た共産党指導体制の変容可能性（天安門事件後の中国）」『国際政治』145号、日本国際政治学会、2006年8月、109-125頁。ISSN 0454-2215
- 諏訪一幸「中国共産党の党内選挙制度――限定的自由化と上級党組織の権限強化」『メディア・コミュニケーション研究』54巻、北海道大学大学院メディア・コミュニケーション研究院、2008年3月17日、61-77頁。ISSN 1882-5303
- 諏訪一幸「インドシナ三国と中国――改革開放30年目の中国プレゼンス」『国際関係・比較文化研究』8巻1号、静岡県立大学、2009年9月、151-167頁。ISSN 1348-1231
- 諏訪一幸「『オール・ジャパン』で互恵関係築け――日中関係の現在と未来への提言」『改革者』51巻3号、政策研究フォーラム、2010年3月、18-21頁。NCID AN00288187
- 諏訪一幸「習近平長期政権の始動――党の絶対的指導体制の確立と若干の脆弱性」『インテリジェンス・レポート』2018年1月号、一般社団法人・総合政策研究所、4-17頁。NCID AA12672941

## 出演

### インターネットテレビ
- 『YouTube - S040501胡錦涛体制下の中国政治 期待と限界』ユーチューブ。